# Свінціцька Надія Петрівна
Надія Петрівна Свінціцька (нар. 27 серпня 1958, місто Полонне Хмельницька область) — українська радянська діячка, відвідниця порцелянових виробів головного підприємства Полонського виробничого об'єднання «Фарфор» Хмельницької області. Депутат Верховної Ради УРСР 11-го скликання.

## Біографія
Освіта середня.
З 1975 року — робітниця Полонського заводу художньої кераміки Хмельницької області.
З 1979 року — відвідниця порцелянових виробів головного підприємства Полонського виробничого об'єднання «Фарфор» Хмельницької області.
Потім — на пенсії в місті Полонне Шепетівського району Хмельницької області.

## Нагороди
- ордени
- медалі